# إيريني جيورجاتو
إيريني جيورجاتو (باليونانية: Ειρήνη Γεωργάτου)‏ مواليد 1 فبراير 1990، هي لاعبة كرة مضرب يونانية سابقة بدأت مسيرتها كمحترفة سنة 2005 وكانت تلعب باليد اليمنى، اعتزلت اللعب في 2011. أعلى تصنيف لها في الفردي كان المركز الـ 176 في سنة 2011. أعلى تصنيف لها في الزوجي كان المركز الـ 171 في سنة 2011.

## روابط خارجية
- إيريني جيورجاتو على موقع رابطة محترفات التنس (الإنجليزية)
- إيريني جيورجاتو على موقع الاتحاد الدولي لكرة المضرب (الإنجليزية)
- إيريني جيورجاتو على موقع كأس بيلي جين كينغ (الإنجليزية)
- إيريني جيورجاتو على موقع خلاصة التنس.كوم (الإنجليزية)
- إيريني جيورجاتو على موقع إي إس بي إن.كوم (الإنجليزية)